# Кашаир
Кашаир — деревня в Упоровском районе Тюменской области России. Входит в состав Емуртлинского сельского поселения.

## География
Деревня находится на юго-западе Тюменской области, в пределах юго-западной части Западно-Сибирской низменности, в лесостепной зоне.Расположена по обоим берегам речки Кошаир. Расстояние до Емуртлы 5 км, до районного центра Упорово 25 км, города Заводоуковска 70 км (через Емуртлу - Горюново 49 км), города Тюмени 164 км (через Емуртлу - Горюново 149 км).

### Климат
Климат континентальный с холодной продолжительной зимой и тёплым относительно коротким летом. Средняя температура воздуха самого холодного месяца (января) — −18,7 °C (абсолютный минимум — −47,3 °C); самого тёплого месяца (июля) — 18 °C (абсолютный максимум — 38,4 °С). Безморозный период длится в среднем 111 дней. Среднегодовое количество атмосферных осадков составляет 181—469 мм, из которых 70 % выпадает в тёплый период. Продолжительность залегания снежного покрова составляет в среднем 164 дня.

### Часовой пояс
Деревня Кашаир, как и вся Тюменская область, находится в часовой зоне МСК+2. Смещение применяемого времени относительно UTC составляет +5:00.

## История
Впервые упоминается в 1741 году в портфелях Миллера 
Четвертая Кашаирская стоит над речкой Кашаирской по обеим сторонам, а расстояние до Емуртлинской слободы 5 верст, а в ней дворов 29, в том числе крестьянских 27, пушкарских 1, ямщических 1.
 Деревня названа по имени речки Кошаир.

В 1749 году по приказу правительства производилась перепись пограничных поселений, выяснялось численность в них мужчин от 16 до 50 лет и наличие у них оружия. 
Деревня Кашаирская расстояние от оной слободы четыре версты, которая построена над речкой Кашаир, в ней имеетца дворового строения 26 дворов. Крестьян от 16 до 50 лет 36 человек. При оной деревне имется городовое строение, город же лежачий в столбах, надолбы, рогатки и ров только весьма плохие. Из оного числа им требуетца к полнению за ветхостью круг той деревни вновь починки».
С 1741 года относилась к Емуртлинской слободе, с 1795 года входила в состав Емуртлинской волости. В 1919 году образован Кашаирский сельсовет, в начале 1924 года упразднен, вошел в Емуртлинский сельсовет.
- В 1912 году в Кашаире были: хлебозапасной магазин, 2 торговые лавки, 3 водяных мельницы, маслобойня, 3 кузницы, пожарная охрана.[8]
- Деревня Кашаир относилась к Христорождественской церкви села Емуртлинского.[3]
- В 1929 году образован колхоз «Память Кирова», в 1961 году вошел в состав совхоза «Емуртлинский».[3]

## Население
| 1762 | 1782 | 1816 | 1834 | 1858 | 1897 | 1926 | 1989. | 2002 | 2010 | 2021 |
| 177  | 132  | 213  | 247  | 349  | 507  | 575  | 212   | 195  | 174  | 167  |

| 2010 |
| ---- |
| 174  |

## Инфраструктура
В деревне 3 улицы: Заречная, Луговая и Центральная.

## Известные люди
- Ямов, Василий Захарович - советский и российский учёный в области ветеринарной паразитологии, академик ВАСХНИЛ (1990) и Российской академии наук (2013).  "Мне казалось, от крылечка начинается весь мир, Его центром была речка,  Наша речка – Кашаир"  - Ямов В.З.

- Ямов, Василий Захарович - советский и российский учёный в области ветеринарной паразитологии, академик ВАСХНИЛ (1990) и Российской академии наук (2013).  «Мне казалось, от крылечка начинается весь мир, Его центром была речка,  Наша речка – Кашаир»  - Ямов В.З.

## Галерея

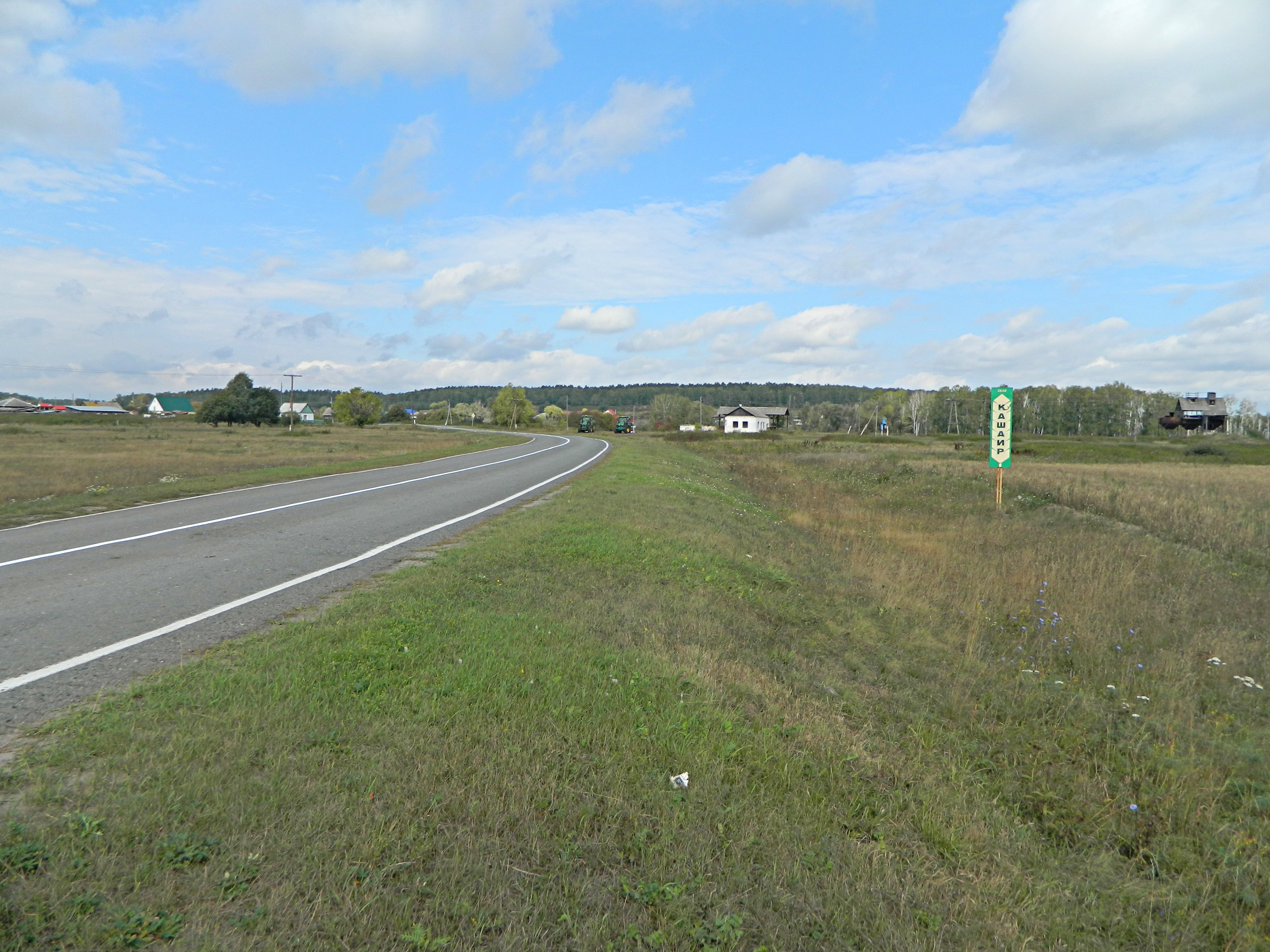
Въезд в Кашаир
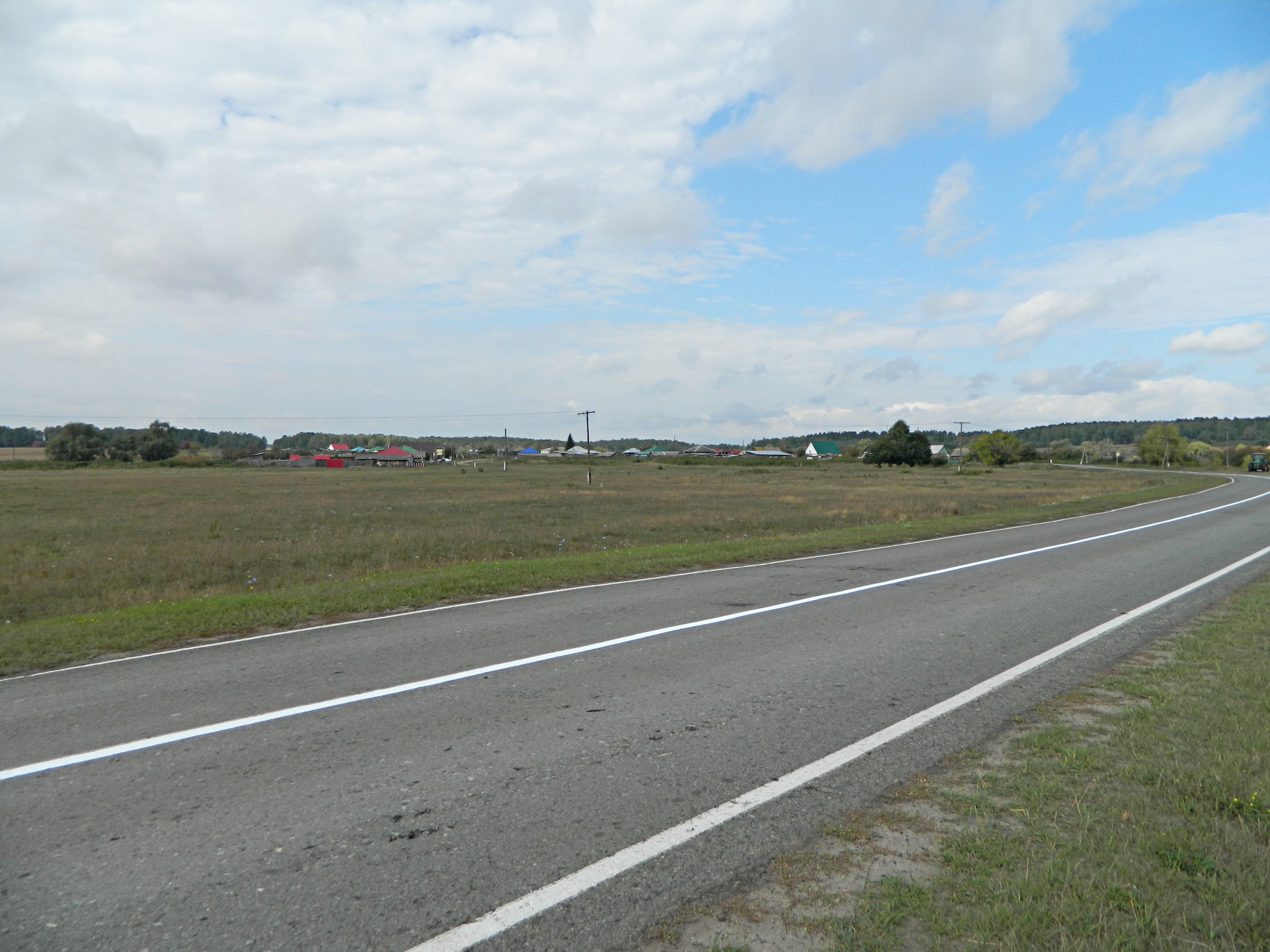
Кашаир, Упоровский район
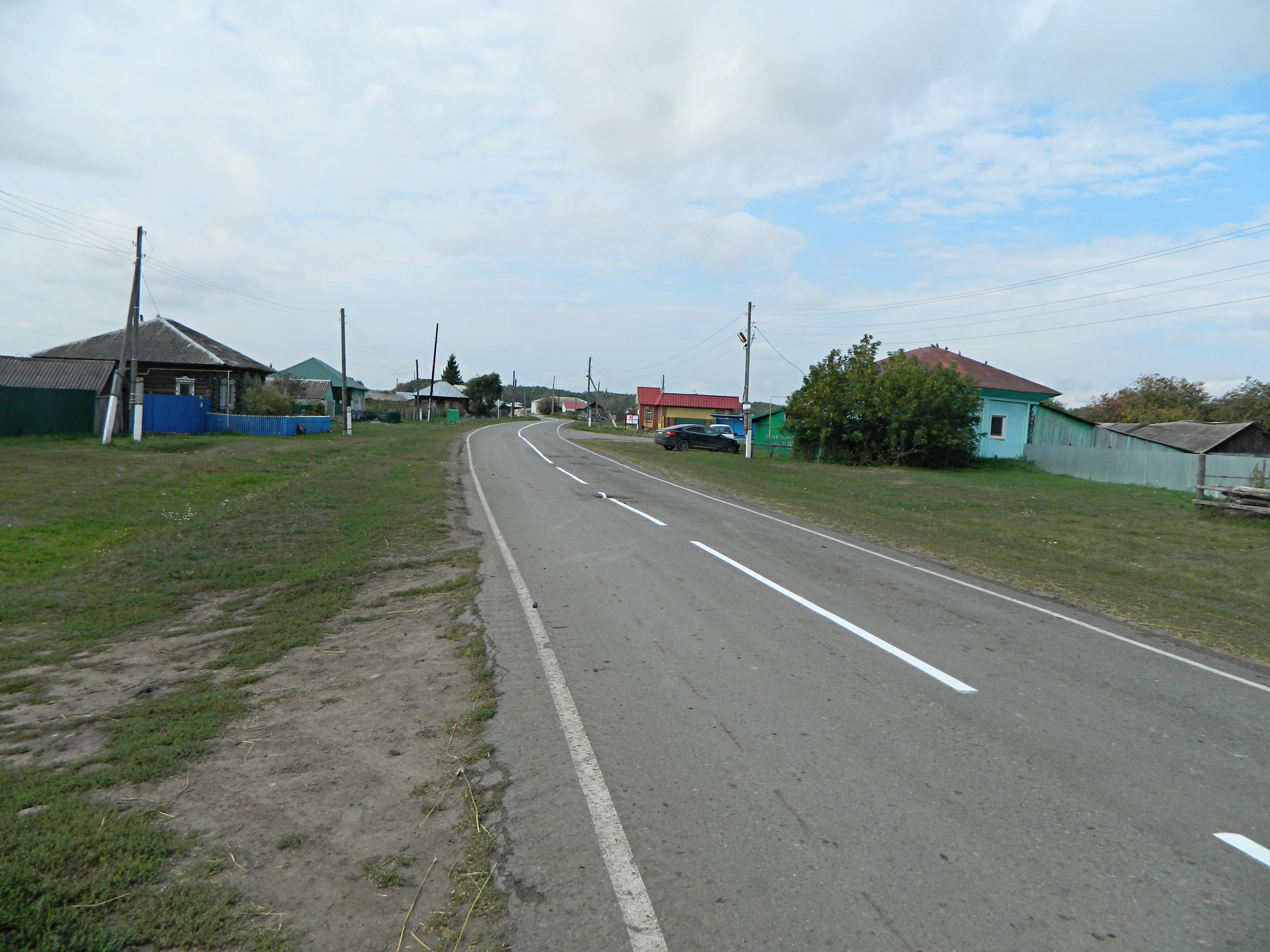
Кашаир, Упоровский район
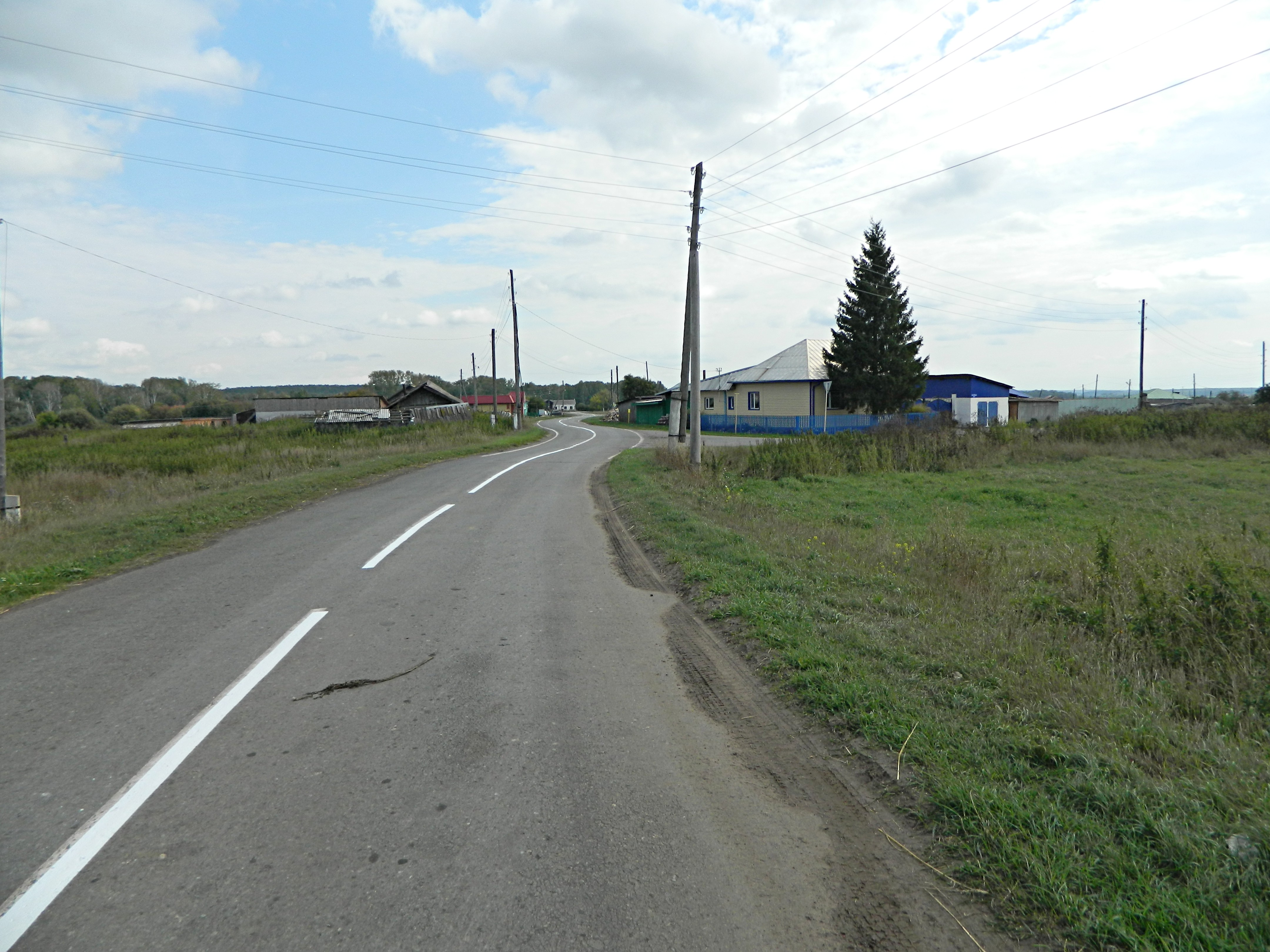
Кашаир, Упоровский район
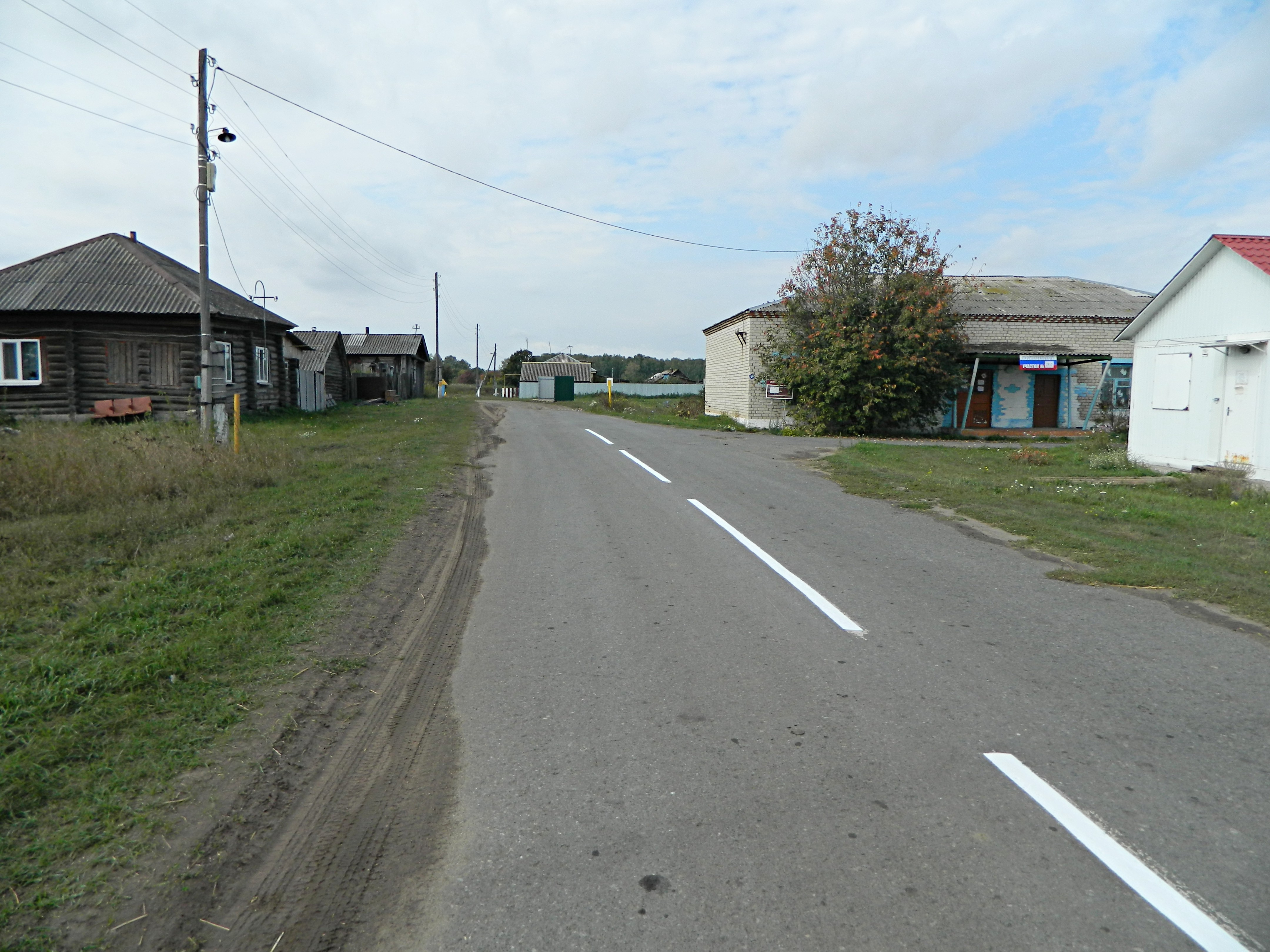
Кашаир, Упоровский район
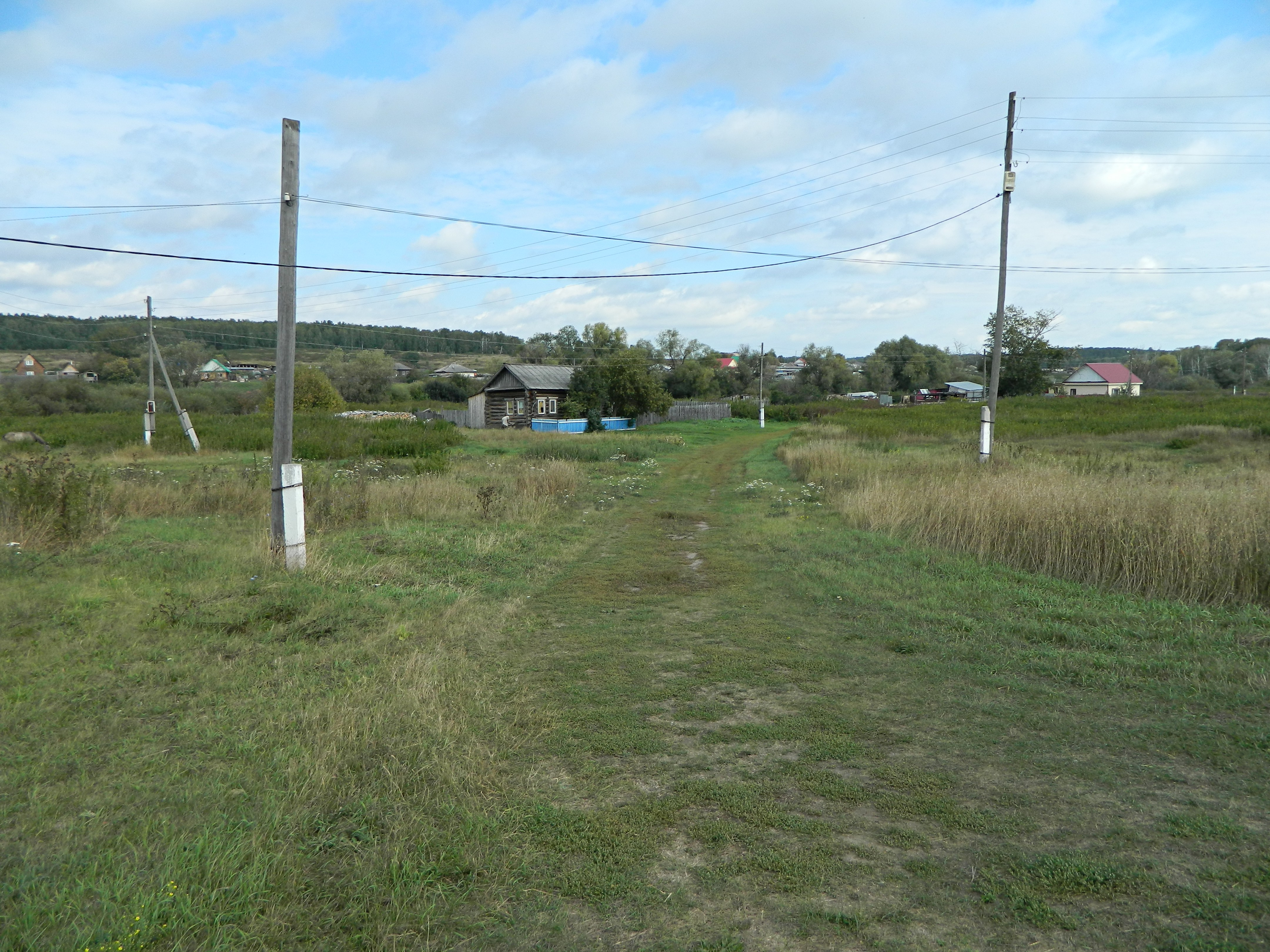
Кашаир, Упоровский район
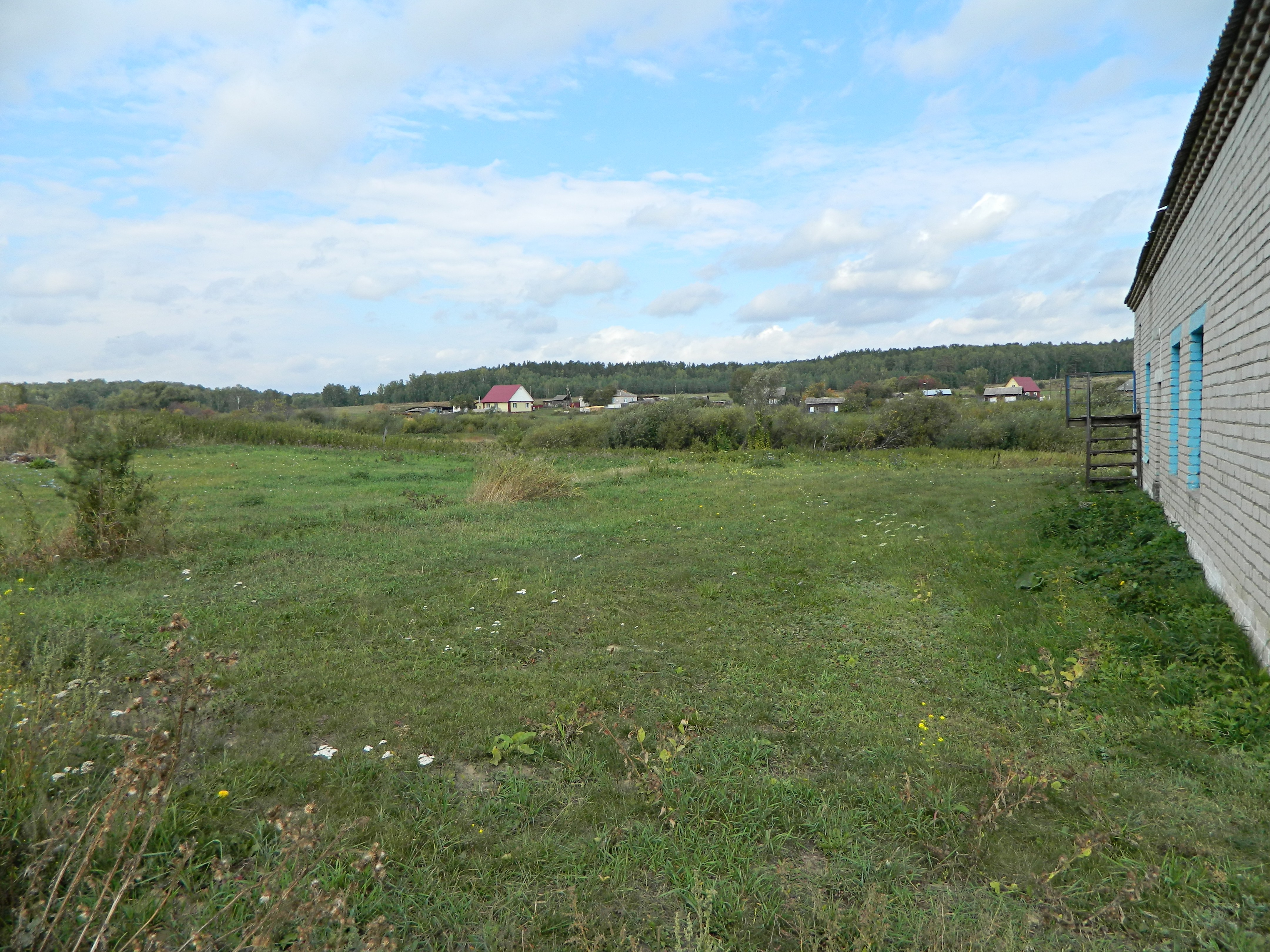
Кашаир, Упоровский район